# Красносельське (Буландинський район)
Красносе́льське (каз. Красносельское) — село у складі Буландинського району Акмолинської області Казахстану. Входить до складу Новобратського сільського округу.
Населення — 74 особи (2021; 146 у 2009, 244 у 1999, 281 у 1989).
Національний склад станом на 1989 рік:
- українці — 59 %;
- росіяни — 26 %.